# فرانسیس پرن (هنرپیشه)
فرانسیس پرن (فرانسوی: Francis Perrin‎؛ زادهٔ ۱۰ اکتبر ۱۹۴۷) بازیگر، کارگردان، و فیلم‌نامه‌نویس اهل فرانسه است.
از فیلم‌های او می‌توان به بخت زندگی‌ام و جنون بورژوازی اشاره کرد.